# Желко Копич
Желко Копич (на хърватски: Željko Kopić) е хърватски бивш футболист, понастоящем футболен треньор.

## Кариера на футболист
Като футболист Желко Копич играе за хърватските клубове ФК Чаковец, ФК Марсониа и ФК Хърватски Драговоляц, както и за австралийския клуб ФК Сидни Юнайтед 58.

## Треньорска кариера
През октомври 2009 г. Копич е назначен за мениджър на ФК Загорец в четвъртото ниво на хърватската лига.
След като е едва от два месеца начело, той подписва от отбора на Друга НХЛ Сегеста, но след като печели само три точки в първите пет мача с новия си тим, той е уволнен през март 2010 г., оставяйки Сегеста в зоната на изпадащите.
През август 2011 г. той наследява Дражен Бишкуп начело на елитния тим ФК Лучко в първа дивизия. ФК Лучко завършва сезон 2011–2012 на 13-то място и изпада във втора дивизия.
В началото на следващия сезон Копич подписва двугодишен договор с ФК Цибалия. През ноември 2012 г. той подава оставка като мениджър на клуба, след като спечели само един мач в последните седем кръга.
През юни 2014 г. той поема кормилото на ФК Загреб, след като клубът печели промоция в Сезон 2014–2015 за първа лига. След като завърши сезона на пето място, той напуска клуба, и през юни 2015 г. се присъедини към ФК Славен Белупо.
На 13 ноември 2017 г. е назначен за нов мениджър на ФК Хайдук (Сплит). На 5 септември 2018 г. той напуска клуба след слаби резултати, след шест мача без победа.
На 19 октомври 2018 г., месец след като беше уволнен от Хайдук Сплит, той е назначен за нов мениджър на кипърския клуб ФК Пафос.
На 2 декември 2021 г. след поражението на Динамо Загреб срещу ХФК Риека в четвъртфиналите на Купата на Хърватия по футбол треньорът на загребския клуб Дамир Крзнар подава оставка и Копич е назначен за временен треньор. На 22 декември с.г. Копич беше назначен за постоянен треньор и спортен директор на клуба. Уволнен е през април 2022 г., месец преди края на сезон 2021–2022.
През август 2022 година Копич е назначен за старши треньор на ПФК Ботив (Пловдив), като хърватинът ще замени Азрудин Валентич начело на „канарчетата“.
Дебютира за новият си клуб в приятелска среща срещу елитния кипърски Неа Саламина, играна на „Футболен комплекс Ботев 1912“ в пловдивския квартал „Коматево“. Двубоят е спечелен от домакините с 2-1.